# Milan Hrica
Milan Hrica (* 12. Januar 1944 in Zohor) ist ein ehemaliger tschechoslowakischer Fußballspieler.

## Karriere
Hrica gehörte von 1963 bis 1965 dem  Erstligisten TJ Slovnaft Bratislava und anschließend – unter erfolgter Namensänderung – von 1965 bis 1976 dem TJ Internacionál Slovnaft Bratislava an. Während seiner Vereinszugehörigkeit bestritt er 247 Punktspiele in der 1. fotbalová liga, die höchste Spielklasse im tschechoslowakischen Fußball. Sein Pflichtspieldebüt gab er am 13. März 1964 (15. Spieltag) beim 1:1-Unentschieden im Auswärtsspiel gegen den späteren Meister AS Dukla Prag; sein einziges Ligator erzielte er am 13. Mai 1974 (26. Spieltag) beim 3:0-Sieg im Heimspiel gegen den TJ Zbrojovka Brünn mit dem Treffer zum 2:0 in der 47. Minute.
Auf internationaler Vereinsebene kam er im Wettbewerb um den International Football Cup bzw. um die Internationale Meisterschaft in der Saison 1963/64 zum Einsatz. Das Finale am 25. Mai 1964, in dem er ebenfalls eingesetzt wurde, gewann er mit seiner Mannschaft im Wiener Stadion Hohe Warte gegen Polonia Bytom durch das Siegtor seines Mitspielers Adolf Scherer in der 55. Minute.
Seine Spielerkarriere ließ er in der Saison 1976/77 beim TJ Slovenský Hodváb Senica in der 1. SNL, der dritthöchsten Spielklasse ausklingen.

## Erfolge
- IFC-Sieger 1964 (mit TJ Slovnaft Bratislava)